# 정평구
정평구(鄭平九, 1566년 3월 3일 ~ 1624년 9월)는 조선시대 중기의 무신·발명가이다. 실존한다면 세계 최초의 비행기인 비차(비거)를 발명했다. 지금의 전라북도 김제시 출신. 본관은 동래이며, 본명은 정유연(鄭惟演)이다.
무관 말단직으로 관직생활을 시작했는데, 전라우수사 이억기(李億祺)에 의해 진주병영 별군관(別軍官)이 되었다.
1592년 임진왜란 중 제2차 진주성 전투 때 ‘비거(飛車 수레 거는 수레 '차'라고도 읽기 때문에 비거도 비차라고도 불린다.)’라는 것을 만들어 포위된 진주성 안팎으로 날아다녔다고 전해진다. 설계도 같은 자료가 남아있지 않지만, 문헌의 묘사를 토대로 건국대학교 항공우주학과에서 복원한 비거(비차)가 공군박물관에 전시되어 있다.
인터넷에는 왜사기에서 비거 때문에 일본이 큰 곤욕을 치루었다고 알려져 있지만 실제로 왜사기는 존재하지 않은 책이다.

## 상소
임진왜란 당시 진주성에서 정평구와 비차의 활약을 본 사람들은 선조 임금에게 상소를 올려 공을 치하하려 했다. 그러나 선조와 대신들은 이 상소의 내용을 믿지 못하고 받아들이지 않았던 것으로 전해진다. 하늘을 나는 기구를 상상할 수 없었기 때문에 조정은 정평구의 비차를 헛소문으로 취급해 버린 것이다. 그래서 결국 비차에 대해서 공식적인 기록이 남지 못했다.<
정평구가 선조에게 올렸던 상소 가운데는 "이 위급한 국난을 맡겨 준다면 3개월 안에 평정시킬 것을 맹세한다"는 것이었다.

## 묘지
- 신두리 정평구 묘는 김제시 부량면 신두리 명금산 기슭에 자리 잡고 있다.[6]